# Dasydorylas fallax
Dasydorylas fallax är en tvåvingeart som först beskrevs av Perkins 1905.  Dasydorylas fallax ingår i släktet Dasydorylas och familjen ögonflugor. Inga underarter finns listade i Catalogue of Life.